# Volvo 7000A
A Volvo 7000A típusú városi, illetve helyközi autóbuszok a lengyelországi Wrocławban készültek. 2003-tól a modernebb változatát, a Volvo 7700A típust gyártották. Szóló változata a Volvo 7000.

## Svájc
Genfben 2000-ben állt forgalomba a TPG által üzemeltetett 77 darab Volvo 7000A típusú autóbusz, melyeket 2002-ben hét, majd 2004-ben további hat példány követett. A buszokat 2007-ig kivonták a forgalomból, többek között magas fogyasztás és ajtóműködési hibák miatt.
A leállított buszok közül 84 darabra opciós jogot szerzett a magyar Alfa Busz Kft.

## Magyarország
Az első öt buszt a Nógrád Volán üzemeltette budapesti villamospótlóként, ahol az Alba Volán Görögországból beszerzett buszai is besegítettek.
Magyarországon 2020 márciusában az alábbi üzemeltetők rendelkeztek a típussal:
| Üzemeltető                                                                    | Darab |
| ----------------------------------------------------------------------------- | ----- |
| DAKK Dél-alföldi Közlekedési Központ (Tisza Volántól átvett)                  | 2     |
| ÉNYKK Északnyugat-magyarországi Közlekedési Központ (Balaton Volántól átvett) | 2     |
| KMKK Középkelet-magyarországi Közlekedési Központ (Nógrád Volántól átvett)    | 7     |
| KNYKK Középnyugat-magyarországi Közlekedési Központ (Alba Volántól átvett)    | 19    |
| Budapesti Közlekedési Zrt.                                                    | 23    |

### Budapest
- 2013-as széria (használtan): MHK-901 – MHK-925 (25 darab)
- 2016-os széria (használtan): NTP-526 – NTP-529 (4 darab)
- 2018-as széria (használtan): PRM-530 – PRM-531 (2 darab)
- 2020-as széria (használtan): RYH-836 (1 darab)
- 2021-es széria (használtan): SMC-223 (1 darab)

A BKV folytatta a használt autóbuszok beszerzését, mely során 25 darab Volvo 7000A autóbusszal növekedett az állomány. A buszok korábban Svájcban, Genf városában közlekedtek. Innen a buszok gyakori elnevezése is: „genfi Volvo”. A használt buszoknál használatos honosítási folyamat (flottaszín, kijelzők, jegykezelők) lezárultával, a buszok folyamatosan álltak forgalomba 2013. július 1-jétől.
A 2013-as széria buszait 2019-ben kezdték meg selejtezni. 2023 januárjáig 20 darabot töröltek az állományból, a megmaradt autóbuszokat március 31-én állították le végleg. 2016-ban és 2018-ban további 6 darab buszt állítottak forgalomba, ezeket szintén Genfből vásárolták (használtan). Három autóbuszt 2023. március 31-én töröltek az állományból. 2020-ban és 2021-ben további 2 darab buszt állítottak forgalomba. 2022 decemberében a buszokat leállították, de nem selejtezték őket. 2023. május 26-án közlekedtek utoljára Budapesten, utolsó napjukon a 276E vonalon búcsúztak.

### Pécs
2015-ben a Tüke Busz Zrt. a Buszcsere Program keretében 3 darab használt Volvo 7000A típusú autóbuszt állított forgalomba. A kocsik korábban – budapesti társaikhoz hasonlóan – Genfben futottak. Rendszámaik MWH-727 és MWH-729 között voltak. A buszokat 2017 és 2019 között törölték az állományból.

## Galéria

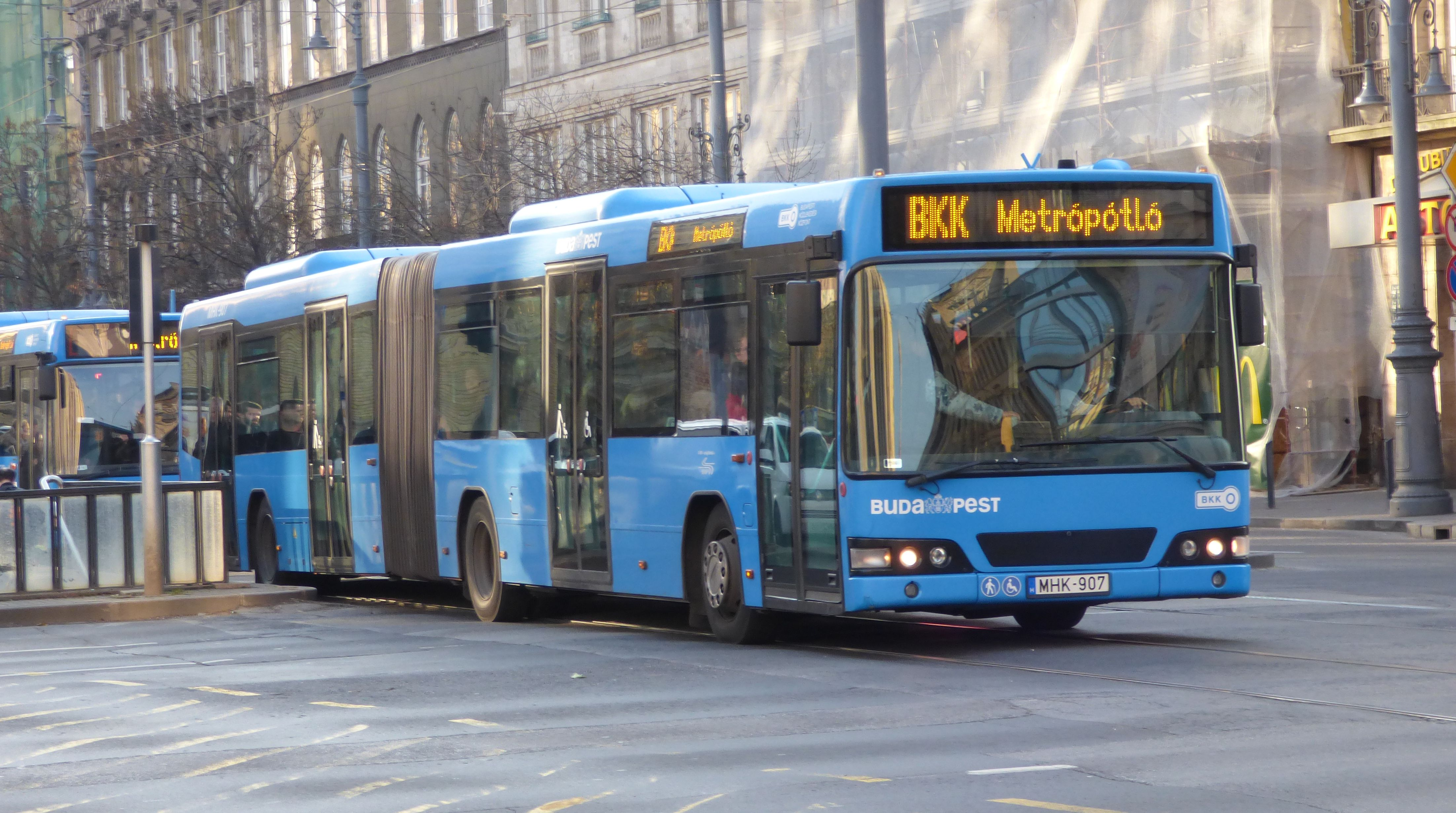
Metrópótló járaton az Astoriánál
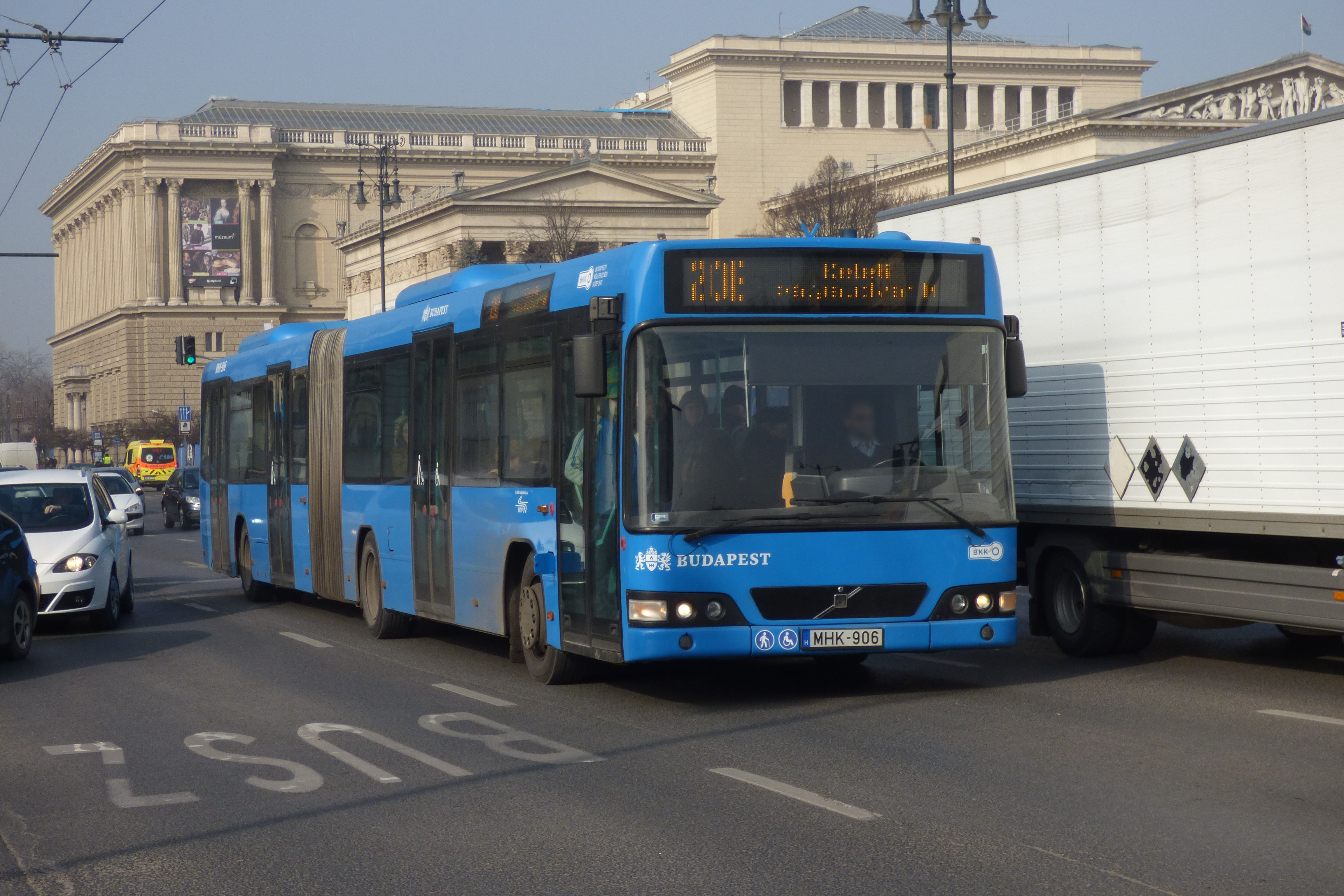
20E jelzéssel a Hősök terén
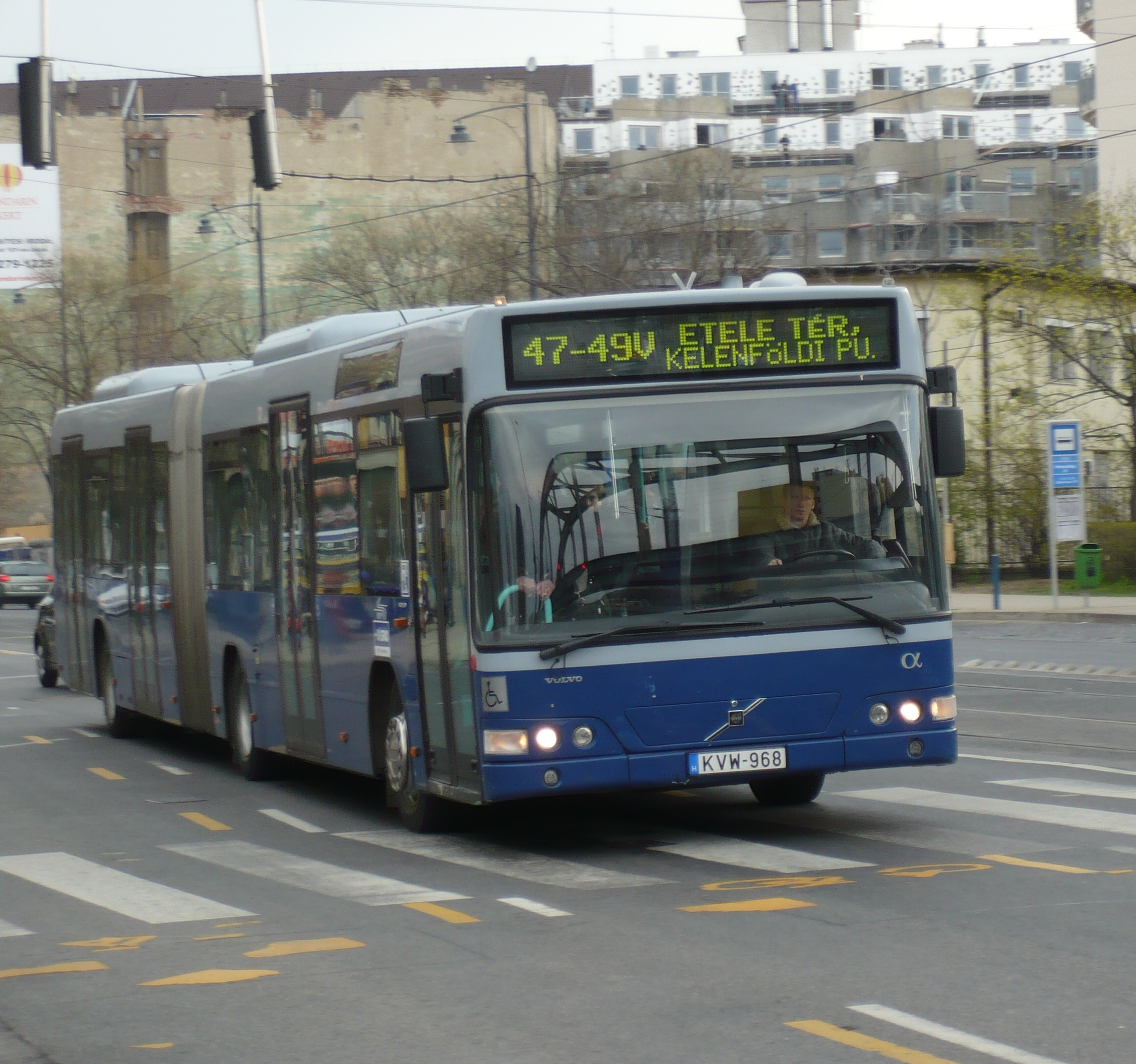
A Nógrád Volán busza budapesti villamospótlóként
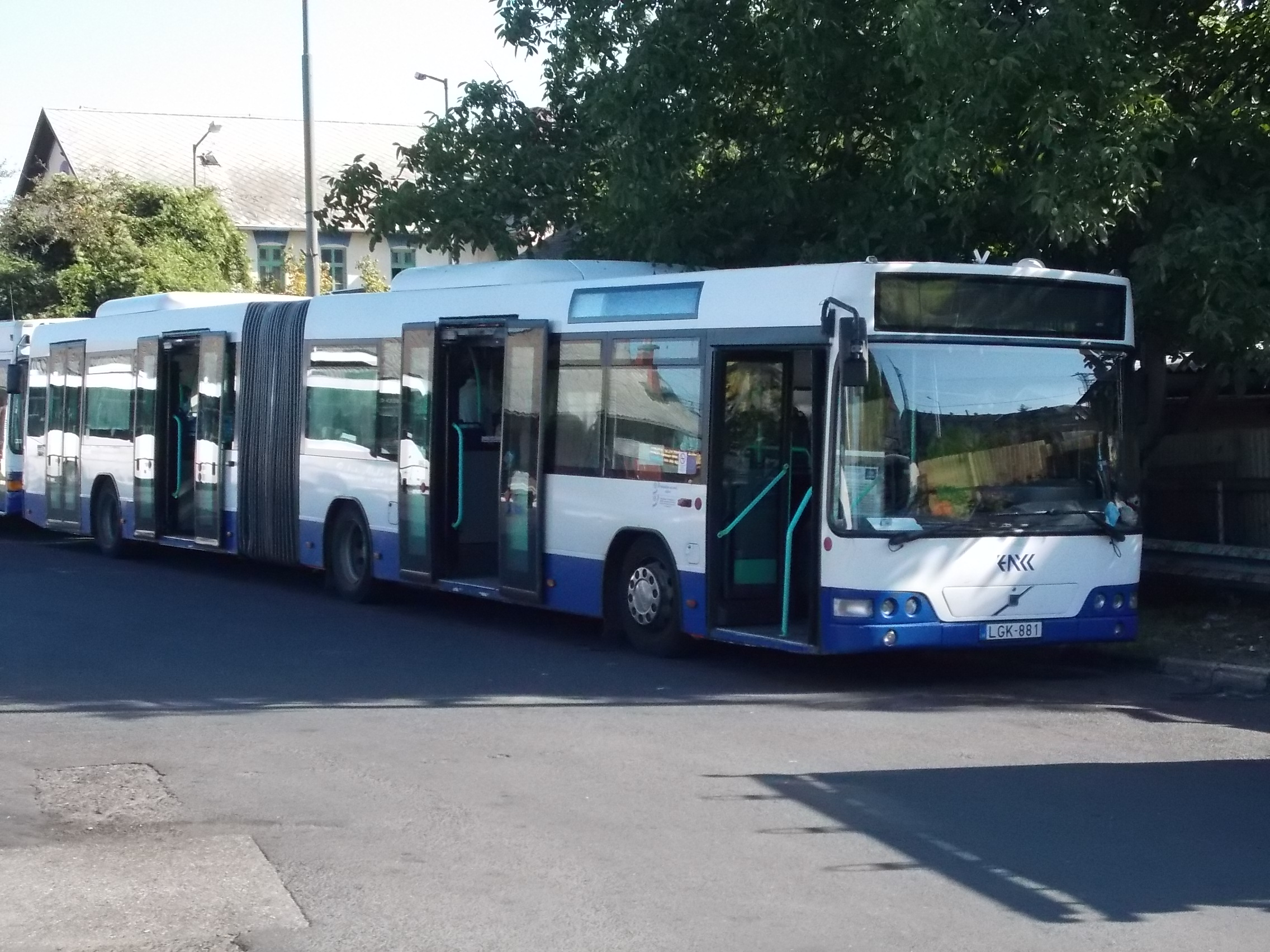
Kiállásban a veszprémi vasútállomáson